# 努佩人
努佩人（Nupe，在豪萨族传统中被称为Nupawa，而在邻近的约鲁巴族中被称为Tapa）是尼日利亚中北部的民族。努佩人是尼日尔州的主导民族，也是夸拉州的少数民族，亦分布在科吉州和尼日利亚联邦首都地区。

## 歷史
努佩族追溯其起源至15世纪的特索德（Tsoede），他逃离了伊达王庭，沿着尼日尔河建立了一个松散的城镇联盟。努佩族与南部的约鲁巴伊博米纳人和西南部的约鲁巴奥约人的接近，使得通过贸易和几个世纪的冲突产生了文化影响的交叉互肥。

## 傳統、藝術同文化
努佩人拥有各种传统。许多做法因19世纪奥斯曼·丹·福迪奥的圣战运动而发生了改变，但他们仍然坚守着一些自己的文化。许多努佩人的脸上常常有部落纹身（类似于古老的伊加拉传统），一些是为了表示他们的声望和所属家族，还有一些则是为了保护和装饰。但在某些地区，这些传统正逐渐消失。
他们的艺术风格通常是抽象的。他们以表面雕刻图案的木制凳子而闻名。
努佩族被民族志学家Siegfried Nadel详细描述，他的书《黑拜占庭》被认为是人类学的经典之作。